# België op het Eurovisiesongfestival 1970

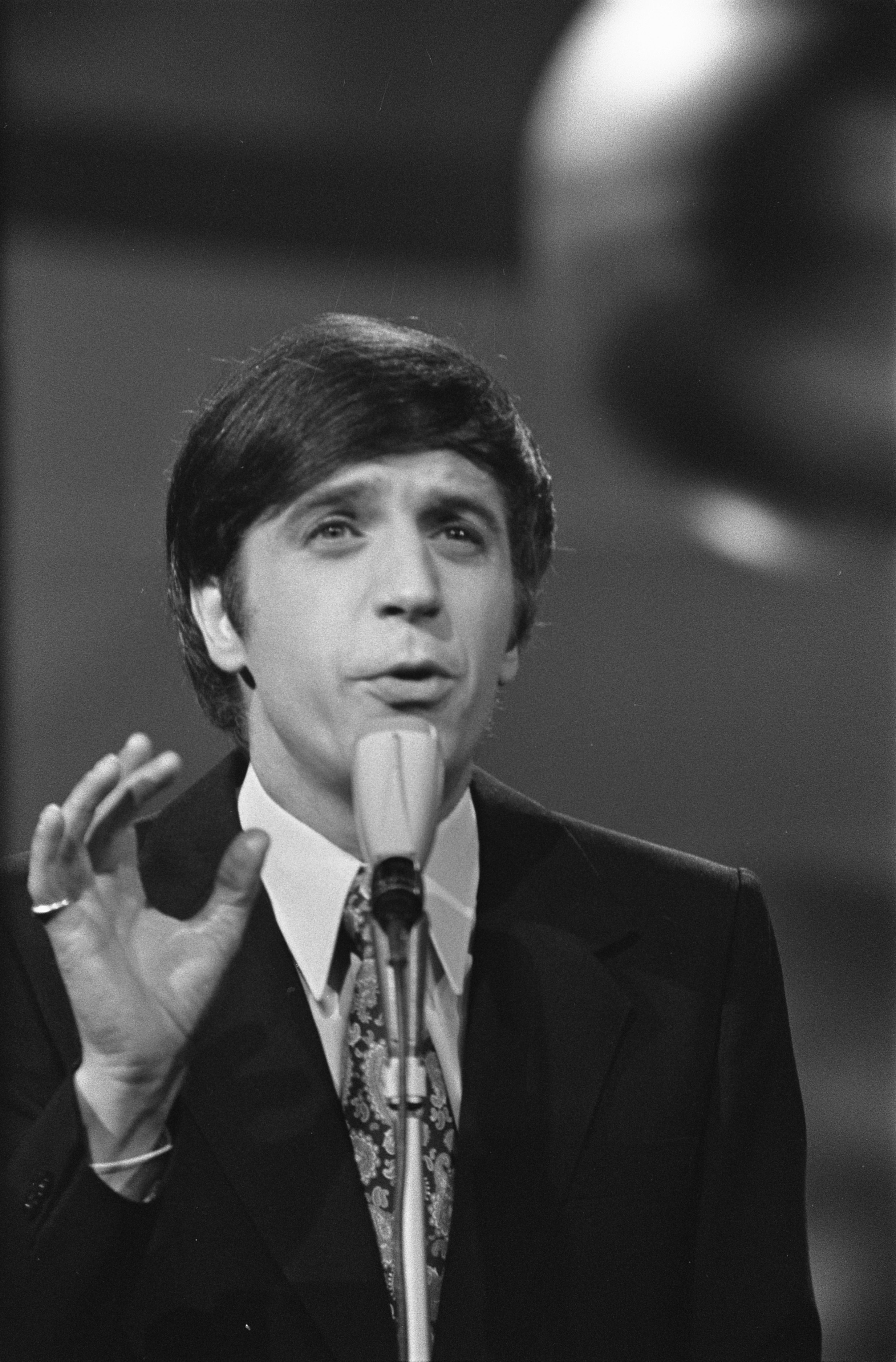
Jean Vallee (Belgie), bij het Eurovisie Songfestival 1970 in RAI te Amsterdam

België nam deel aan het Eurovisiesongfestival 1970 in Amsterdam. Het was de 15e deelname van het land op het Eurovisiesongfestival. Jean Vallée vertegenwoordigde België met het lied Viens l'oublier. Hij eindigde op een gedeelde 8e plaats van de in totaal 12 deelnemers.

## Selectieprocedure
Chansons Euro '70 was de Belgische preselectie. 1970 bracht voor het eerst een Waalse voorronde in meerdere etappes. Euro '70 bestond uit zes kwartfinales met telkens zes liedjes, drie halve finales en een finale. In die finale stonden normaal gezien zes liedjes, maar Serge & Christine Ghisoland en Andrée Simons trokken elk een compositie terug. In de voorrondes ook veel Vlamingen, waaronder Nicole Josy, Ann Christy en Johnny White. Twee jury's, een met 600 tv-kijkers en de tweede met vertegenwoordigers van alle deelnemende landen in Amsterdam, kozen overduidelijk voor Viens l'oublier.
| Plaats | Artiest                     | Lied                  | Punten |
| ------ | --------------------------- | --------------------- | ------ |
| 1      | Jean Vallée                 | Viens l'oublier       | 813    |
| 2      | Johnny White                | Quand on est amoureux | 524    |
| 3      | Andrée Simons               | La belle époque       | 376    |
| 4      | Serge & Christine Ghisoland | Lai lai lai           | 270    |

1956 · 1957 · 1958 · 1959 · 1960 · 1961 · 1962 · 1963 · 1964 · 1965 · 1966 · 1967 · 1968 · 1969 · 1970 · 1971 · 1972 · 1973 · 1974· 1975 · 1976 · 1977 · 1978 · 1979 · 1980 · 1981 · 1982 · 1983 · 1984 · 1985 · 1986 · 1987 · 1988 · 1989 · 1990 · 1991 · 1992 · 1993 · 1994 · 1995 · 1996 · 1997 · 1998 · 1999 · 2000 · 2001 · 2002 · 2003 · 2004 · 2005 · 2006 · 2007 · 2008 · 2009 · 2010 · 2011 · 2012 · 2013 · 2014 · 2015 · 2016 · 2017 · 2018 · 2019 · 2020 · 2021 · 2022 · 2023 · 2024 · 2025